# Bolitoglossa copia
Bolitoglossa copia es una especie de salamandras en la familia Plethodontidae.
Es endémica de Panamá.
Su hábitat natural son los montanos húmedos tropicales o subtropicales.